# 790-talet f.Kr.

## Händelser
- 797 f.Kr.
  - Ardysus I blir kung av Lydien.
  - Då kung Thespieus av Aten dör efter 27 års styre efterträds han av sin son Agamestor.

## Avlidna
- 798 f.Kr. – Sheshonk III, farao i Egyptens tjugoandra dynasti.
- 792 f.Kr. – Bar Hadad III, kung av Aram-Damaskus.